# Издигерд I
Издигерд I, звани Грешник, био је шах из династије Сасанида, који је владао Персијским царством од 399. до 420. године.
Спомиње се у актима сабора у Селеукији преко пута Ктесифона као „син Шапура“. Није баш најјасније да ли је овде реч о Шапуру II или Шапуру III. Неколицина извора грешком га назива сином Бахрама IV. На новцу је представљен како носи купасти шешир Ардашира II у комбинацији са паром мерлона и полумесецом на челу — приказ који ће отада па надаље бити доста подржаван на новцу источњачких владара. Приписује му се сребрн, позлаћен тањир у Метрополитен музеју уметности на којем је приказан како копљем пробада јелена у трку.
Писани извори засновани на оним из сасанидске епохе приказују Издигерда као тиранина који је починио бројне грехе. Кажу да је злоупотребљивао свој бритак ум, солидно образовање и свестрано знање, показивао крајњу подозривост и егоизам, да је према другима поступао с презиром, кажњавао их и за најмањи преступ, а заузврат и за најмању услугу очекивао више од захвалности. Такође, упозоравао је на то да неће толерисати било какво противљење његовој речи, прихватати ичији савет, осим у случају страних посланика, и да ће спречавати своје ближње од међусобног зближњавања. Када је учврстио своју власт, у тој мери је омаловажавао племство, угњетавао слабе и пролио крви да су његови поданици молили Бога да оконча ову тиранију.